# Fausto Lavizzari
Fausto Lavizzari (Sondrio, 10 giugno 1893 – Krinovoje, 28 febbraio 1943) è stato un militare e geografo italiano.

## Biografia
Nel 1913 si iscrisse all'Accademia militare di Modena uscendone con il grado di Sottotenente. Tenente di fanteria durante la prima guerra mondiale fu decorato con una Medaglia di bronzo e una Croce di guerra al valor militare nel corso della Battaglia degli Altipiani. Terminò la guerra con tre ferite di guerra e il grado di Capitano.
Nel 1920 fu inviato in Cirenaica nella Libia italiana come rilevatore fotografico e in seguito in Alto Adige, sempre con lo stesso incarico, per delimitare i nuovi confini italo-austriaci. Fu quindi assegnato all'Istituto Geografico Militare dove rimase fino 1929. Nel 1932 furono pubblicate dall'Istituto Poligrafico di Stato le sue monografie relative alla delimitazione del confine tra Italia e Svizzera: La frontiera italo-svizzera. Vol. 1, Da Monte Dolent a Cima di Cugn e Vol. 2: Da Cima di Cugn al Piz Lat.
Nel 1938 fu promosso tenente colonnello e l'anno seguente combatté nella guerra civile spagnola cui, secondo il foglio matricolare, prese parte come volontario.

### Seconda guerra mondiale
(Curzio Malaparte, Il sole è cieco)
Con lo scoppio della seconda guerra mondiale, alla guida del Battaglione alpini "Edolo", prese parte alla Battaglia delle Alpi Occidentali distinguendosi negli scontri nella Valle des Glaciers.
Subito dopo la fine delle operazioni contro la Francia divenne vicecomandante del 5º Reggimento alpini in partenza per la campagna italiana di Grecia e alla fine della campagna in Albania prese per breve tempo il comando del reggimento al posto del Colonnello Carlo Fassi che, elevato al rango di Generale, era stato rimpatriato. Promosso Tenente Colonnello, nel giugno 1942 assunse il comando del 9º Reggimento Alpini della Julia. Lavizzari prese parte alla campagna italiana di Russia, in particolare l'azione di copertura dello schieramento sul Don, per la quale il 9º Reggimento fu decorato con la Medaglia d'oro al valor militare.
Nell'inverno 1942 durante la seconda battaglia difensiva del Don il 9º Reggimento dovette più volte intervenire con tutti i propri reparti per fermare la penetrazione sovietica. Le battaglie si protrassero fino al 17 gennaio 1943 quando arrivò l'ordine di ripiegamento e il 9° fu impiegato nella retroguardia.
Il 21 gennaio 1943 a Lesnitschiansky, già fortemente provati dai combattimenti, i resti del 9º Reggimento si arresero ai russi dopo essere stati accerchiati. I prigionieri furono costretti ad una lunga marcia fino al campo di prigionia di Krinovaja vicino Voronež, ricavato all'interno di vecchie scuderie imperiali. Lavizzari morì in prigionia nel gulag di Krinovaja il 28 febbraio successivo per tifo petecchiale.
La sua figura è ricordata nel romanzo Il sole è cieco (1947) di Curzio Malaparte.

## Pubblicazioni
- La frontiera italo-svizzera. Vol. 1, Da Monte Dolent a Cima di Cugn, Istituto poligrafico dello Stato, Roma, 1932
- La frontiera italo-svizzera. Vol. 2, Da Cima di Cugn al Piz Lat, Istituto poligrafico dello Stato, Roma, 1932